# خانه‌داری برای مبتدیان
خانه‌داری برای مبتدیان (مقدونی: Домаќинство за почетници) یک فیلم درام محصول سال ۲۰۲۳ به نویسندگی، کارگردانی و تدوین گوران استولفسکی است. بازیگرانی چون آناماریا مارینکا و الینا سربان به ایفای نقش پرداخته‌اند. این فیلم یک محصول مشترک بین‌المللی بین مقدونیه شمالی، کرواسی، صربستان، کوزوو، لهستان، استرالیا و آمریکا است.
این اولین نمایش جهانی خود را در هشتادمین جشنواره بین‌المللی فیلم ونیز در ۶ سپتامبر ۲۰۲۳ انجام داد. این فیلم به عنوان فیلم ورودی مقدونیه برای بهترین فیلم بلند بین‌المللی در نود و ششمین دوره جوایز اسکار انتخاب شد. این اثر در تاریخ ۵ آوریل ۲۰۲۴ توسط فوکس فیچرز در ایالات متحده منتشر شد.

## خلاصه داستان
یک زن عجیب و غریب مجبور می‌شود دختر شریک خود را بزرگ کند که خودش نمی‌خواهد مادر شود.

## تولید
فیلمبرداری اصلی از ژوئیه ۲۰۲۲ آغاز شد.